# Вяземский район (Хабаровский край)
Вя́земский райо́н — административно-территориальная единица (район) и муниципальное образование (муниципальный район) в Хабаровском крае Российской Федерации.
Административный центр — город Вяземский.

## История
Достоверно известно, что на территории Вяземского района обитали люди уже тысячи лет назад. Сохранилось много остатков древних поселений: наскальные рисунки (петроглифы) и городище с оборонительным рвом, внутри которого находились полуподземные жилища с ямами-котлованами от очагов.
Активное заселение русскими территории района, как и всего Хабаровского края, началось в середине XIX века. Это объяснилось необходимостью укрепления новых границ России — земель Дальнего Востока. Основную часть населения вновь образованных тогда станиц составляли казаки и их семьи.
На рубеже XX века, начавшееся строительство железной дороги очень сильно оживило Дальневосточный край и способствовало активному развитию Вяземского района. Населённый пункт Вяземское был назван в честь начальника Управления по сооружению Уссурийской железной дороги (1892—1897 гг.) — Вяземского Ореста Полиеновича.
В 1901 году из переселенцев Полтавской губернии возникли Капитоновка, Тигрово, Красицкое. В 1908 году переселенцы из Каменец — Подольска основали Ярославку. В это же время заселялись Котиково, Соболево. В 1909 году переселенцами из Белоруссии заселяется Роскошанский участок (с. Роскошь и с. Виноградовка). Несмотря на формально благожелательное отношение администрации к переселенцам, белорусам пришлось вступить в конфликт с уссурийскими казаками, считавшими себя полноправными хозяевами земель. Земельные споры приводили к частым столкновениям между белорусскими переселенцами и казаками. В результате в 1913 г. в конфликт была вынуждена вмешаться администрация Вяземского, вынесшая решение в пользу переселенцев. Конфликты временно поутихли, но с началом Гражданской войны вспыхнули с новой силой. Это послужило импульсом для создания местного отряда самообороны в с. Роскошь, принявшего сторону Советской власти. В результате проведенной против японских интервентов диверсии в районе села был пущен под откос японский эшелон с боеприпасами. Неясно, кто это сделал, но, видимо, именно вследствие этого инцидента роскошненский отряд самообороны был вынужден покинуть родное село и уйти в Хабаровск, где влился в состав частей НРА. Уроженцы села Д. П. Шульга и П. П. Шульга воевали в составе частей НРА под командованием Блюхера под Волочаевкой. Комиссар П. П. Шульга пропал в этих боях без вести. Его брат Д. П. Шульга вместе с солдатами-односельчанами вернулся в том же году в освобожденное от белых и интервентов село.
Вяземский район с центром в селе Вяземское был образован 22 июля 1934 года на территории, выделенной из состава Пригородного района Дальневосточного края. В состав района, при создании, вошли 44 сельсовета. Административно-территориальное деление подвергалось реорганизации довольно часто. Количество сельских и поселковых Советов в составе района постоянно менялось: часть из них передавались в соседние районы — Бикинский и имени Лазо, которые, в свою очередь, передавали в Вяземский район свои сельские и поселковые советы.
26 октября 1938 года село Вяземское было преобразовано в рабочий посёлок Вяземский.
25 октября 1951 года рабочий посёлок Вяземский преобразован в город Вяземский.
1 февраля 1963 года в связи с реорганизацией административно-территориального деления (образованием сельских и промышленных районов) Вяземский район стал именоваться Вяземским сельским районом Хабаровского края.
12 января 1965 года этот район был преобразован в Вяземский район Хабаровского края.
На январь 1973 года в районе насчитывалось 13 сельских и один поселковый совет.
Сегодня в состав района входят 19 поселений: два городских и семнадцать сельских.

### Руководители района

#### Главы исполнительной власти
- Усенко Александр Юрьевич — глава Вяземского муниципального района (с сентября 2020 года)[4].

#### Главы законодательной власти
- Виктор Алексеевич Озеров  — председатель районного Совета (1991—1994)

…
- Александр Викторович Борякин — председатель Собрания депутатов (2016-2020)

## География
Вяземский район находится на юге края. На севере и востоке граничит с районом имени Лазо, на юге — с Бикинским районом, на западе, по реке Уссури, — с Китайской Народной Республикой. Общая площадь района — 4 318 км².
Территория района находится в области средневысотных складчатых гор и межгорных равнин юга Дальнего Востока. Восточная и юго-восточная часть района представлена отрогами Сихотэ-Алиня, западная и северо-восточная часть района представляет собой равнину с большим количеством заболоченных и закочкаренных понижений. Пологие склоны сопок, увалов и сглаженные их вершины используются под пашню. Освоению равнинных участков мешают заболоченность и закочкаренность.
Крупная река — Уссури, однако посещение берегов пограничной реки ограничено, для въезда в прибрежные населённые пункты требуется пропуск. Подхорёнок — вторая по величине река в Вяземском районе. Все остальные реки впадают в Уссури, они мелководные и маловодные. Крупных озёр в районе нет, малые пойменные озёра находятся в долине Уссури.

## Население
| 1917    | 1933    | 1939    | 1959    | 1970    | 1979    | 1989    |
| ------- | ------- | ------- | ------- | ------- | ------- | ------- |
| 8179    | ↗46 500 | ↗48 819 | ↘30 847 | ↗38 066 | ↘29 870 | ↗30 505 |
| 1992    | 2000    | 2002    | 2004    | 2008    | 2009    | 2010    |
| ↗30 900 | ↘29 500 | ↘25 879 | ↘25 865 | ↘25 300 | ↗25 315 | ↘22 974 |
| 2011    | 2012    | 2013    | 2014    | 2015    | 2016    | 2017    |
| ↘22 946 | ↘22 441 | ↘22 309 | ↘21 880 | ↘21 583 | ↘21 238 | ↘21 090 |
| 2018    | 2019    | 2020    | 2021    | 2023    | 2024    | 2025    |
| ↘20 856 | ↘20 758 | ↗20 771 | ↘19 676 | ↘19 440 | ↘19 202 | ↘18 998 |

Население района по переписи 2002 года составило 25 879 человек (11-е место среди районов края), из них 12 392 мужчины и 13 487 женщин (47,9 % и 52,1 % соответственно). Городское население составляет 67,4 %, сельское — 32,6 %. Крупнейшим населённым пунктом района является райцентр — город Вяземский, с населением 15 405 человек.

### Урбанизация
В городских условиях (город Вяземский) проживают 66,57 % населения района.

## Муниципально-территориальное устройство
В Вяземский муниципальный район входят 19 муниципальных образований нижнего уровня, в том числе 1 городское и 18 сельских поселений:
| №        | Муниципальное образование | Административный центр | Количество населённых пунктов | Население | Площадь, км² |
| -------- | ------------------------- | ---------------------- | ----------------------------- | --------- | ------------ |
| 1e-06    | Городское поселение:      |                        |                               |           |              |
| 1        | Город Вяземский           | город Вяземский        | 1                             | ↗12 791   | 63,14        |
| 1.000002 | Сельское поселение:       |                        |                               |           |              |
| 2        | Село Аван                 | село Аван              | 1                             | ↘626      | 4,09         |
| 3        | Село Венюково             | село Венюково          | 1                             | ↘234      | 4,95         |
| 4        | Село Видное               | село Видное            | 1                             | ↘97       | 3,77         |
| 5        | Виноградовское            | село Виноградовка      | 2                             | ↘172      | 3,60         |
| 6        | Глебовское                | село Глебово           | 3                             | ↘229      | 5,78         |
| 7        | Посёлок Дормидонтовка     | посёлок Дормидонтовка  | 1                             | ↘1222     | 20,00        |
| 8        | Село Дормидонтовка        | село Дормидонтовка     | 1                             | ↗512      | 9,04         |
| 9        | Село Забайкальское        | село Забайкальское     | 1                             | ↘284      | 9,18         |
| 10       | Село Капитоновка          | село Капитоновка       | 1                             | ↘474      | 13,07        |
| 11       | Село Кедрово              | село Кедрово           | 1                             | ↘73       | 7,21         |
| 12       | Котиковское               | село Котиково          | 3                             | ↘514      | 6,94         |
| 13       | Село Красицкое            | село Красицкое         | 1                             | ↗568      | 8,95         |
| 14       | Село Кукелево             | село Кукелево          | 1                             | ↘150      | 4,16         |
| 15       | Посёлок Медвежий          | посёлок Медвежий       | 1                             | ↘37       | 2,43         |
| 16       | Село Отрадное             | село Отрадное          | 1                             | ↘761      | 10,86        |
| 17       | Село Садовое              | село Садовое           | 1                             | ↘169      | 1,58         |
| 18       | Село Шереметьево          | село Шереметьево       | 1                             | ↘530      | 9,86         |
| 19       | Посёлок Шумный            | посёлок Шумный         | 1                             | ↘249      | 4,99         |

### Населённые пункты
В Вяземском районе 24 населённых пункта, в том числе 1 городской (город) и 23 сельских.
| №  | Населённый пункт | Тип             | Население | Муниципальное образование                  |
| -- | ---------------- | --------------- | --------- | ------------------------------------------ |
| 1  | Аван             | село            | ↘626      | сельское поселение «Село Аван»             |
| 2  | Венюково         | село            | ↘234      | сельское поселение «Село Венюково»         |
| 3  | Видное           | село            | ↘97       | сельское поселение «Село Видное»           |
| 4  | Виноградовка     | село            | ↘140      | Виноградовское сельское поселение          |
| 5  | Вяземский        | город           | ↘12 647   | городское поселение Город Вяземский        |
| 6  | Гедике           | посёлок станции | ↗18       | Котиковское сельское поселение             |
| 7  | Глебово          | село            | ↘211      | Глебовское сельское поселение              |
| 8  | Дормидонтовка    | посёлок         | ↘1222     | сельское поселение «Посёлок Дормидонтовка» |
| 9  | Дормидонтовка    | село            | ↗512      | сельское поселение «Село Дормидонтовка»    |
| 10 | Забайкальское    | село            | ↘284      | сельское поселение «Село Забайкальское»    |
| 11 | Каменушка        | посёлок станции | ↘7        | Глебовское сельское поселение              |
| 12 | Капитоновка      | село            | ↘474      | сельское поселение «Село Капитоновка»      |
| 13 | Кедрово          | село            | ↘73       | сельское поселение «Село Кедрово»          |
| 14 | Котиково         | посёлок станции | ↘32       | Виноградовское сельское поселение          |
| 15 | Котиково         | село            | ↘496      | Котиковское сельское поселение             |
| 16 | Красицкое        | село            | ↗568      | сельское поселение «Село Красицкое»        |
| 17 | Кукелево         | село            | ↘150      | сельское поселение «Село Кукелево»         |
| 18 | Медвежий         | посёлок         | ↘37       | сельское поселение «Посёлок Медвежий»      |
| 19 | Отрадное         | село            | ↘761      | сельское поселение «Село Отрадное»         |
| 20 | Роскошь          | село            | ↘0        | Котиковское сельское поселение             |
| 21 | Садовое          | село            | ↘169      | Сельское поселение «Село Садовое»          |
| 22 | Снарский         | посёлок станции | ↘11       | Глебовское сельское поселение              |
| 23 | Шереметьево      | село            | ↘530      | сельское поселение «Село Шереметьево»      |
| 24 | Шумный           | посёлок         | ↘249      | Сельское поселение «Посёлок Шумный»        |

## Экономика
Основу экономики Вяземского района составляют лесная, пищевая, горнодобывающая промышленность, сельское хозяйство и железнодорожный транспорт. Район входит в состав главной сельскохозяйственной зоны Хабаровского края, специализирующейся на производстве сои, зерна, картофеля, овощей, молочном животноводстве, пчеловодстве.
Среди основных предприятий можно выделить:
- ООО «Амурметалл-Ресурс» — добыча известняка высокого качества для металлургического производства;
- ЗАО «СМ и К ДВ» — производство кирпича;
- ООО «Вяземский молочный комбинат» — производство молочной продукции;
- ООО «Агро-бизнес» — разведение крупного рогатого скота;
- ООО «ТИС» — лесозаготовка и лесопереработка;
- ООО «Идеал» — изготовление корпусной мебели;
- СПКК «Бекон» — производство пельменей и мясных полуфабрикатов различных видов.

Число фермерских хозяйств насчитывает 121 (2011).

## Транспорт
Через Вяземский район с юга на север проходят федеральная трасса «Уссури» Владивосток — Хабаровск и Транссибирская магистраль. Протяженность автомобильных дорог общего пользования составляет 277 км. Расстояние от города Вяземский до Хабаровска — около 130 км.
Внешние и внутренние транспортные связи осуществляются железнодорожным и автомобильным транспортом. Станция Вяземская — крупный железнодорожный узел. Здесь представлено несколько линейных подразделений железнодорожных предприятий Хабаровского отделения ДВЖД филиала ОАО «РЖД» по обслуживанию и обеспечению безопасности движения поездов. Производится ремонт подвижного состава и локомотивов, содержание участка железнодорожных путей, работает цех эксплуатации локомотивных бригад для различных типов локомотивов: тепловозов и электровозов, осуществляются работы по приёмке и отправке грузов различных наименований.
На территории района ведутся работы по строительству газопровода Сахалин — Хабаровск — Владивосток и нефтепровода Восточная Сибирь — Тихий океан. Продолжается проектирование завода про производству шпона в г. Вяземский — ЗАЩ «Вяземский лесозавод». Имеется необходимость проектирования и строительства известкового завода, а также дороги Вяземский — Медвежий — река Матай (для Матайского и Катэнского рудно-россыпного месторождения золота).
В Вяземском районе работала Вяземская узкоколейная железная дорога, разобрана в первой половине 1990-х годов.